# サンフロッグ春日井

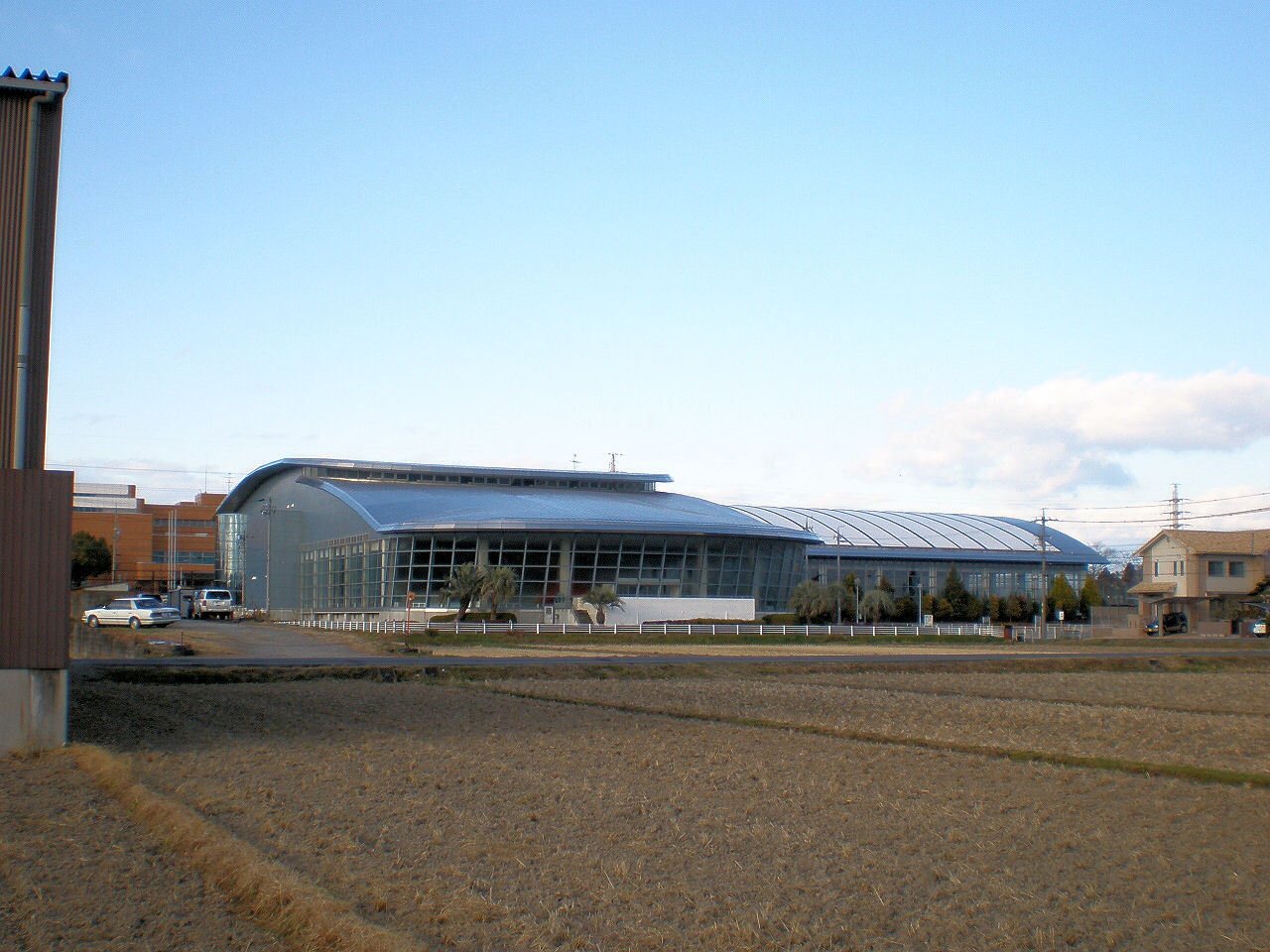
サンフロッグ春日井

サンフロッグ春日井（サンフロッグかすがい）は、愛知県春日井市にある温水プール。1993年（平成5年）6月1日にオープンした。

## 所在地
- 愛知県春日井市南下原町2丁目4番地11

## 設備
- メインプール：50m、水深1.90m～2.15m、長水路8コース、日本水泳連盟公認
- 観客席：606席
- サブプール：25m、水深0.9m～1.15m、短水路5コース
- 流水プール：全長68m、幅4m、水深1m
- 幼児プール：水面積50㎡、水深0.3m
- ウォータースライダー：No.1全長96m高さ11m、No.2全長66m高さ8m
- トレーニング室：419㎡
- 駐車場：650台分（春日井市総合体育館と共用）

## 周辺
- 春日井市総合体育館
- 名城大学農学部附属農場
- パナソニック　エコシステムズ
- 春日井市民病院
- 春日井市立大手小学校
- 三昭堂春日井展示場

## 交通機関
- かすがいシティバス（コミュニティバス）（病院循環線・西部線・施設連絡線・南北線）の「総合体育館前」バス停下車。
- 名鉄バスの春日井・小牧線または春日井・大草線の「総合体育館前」バス停下車。